# Bring Me the Horizon

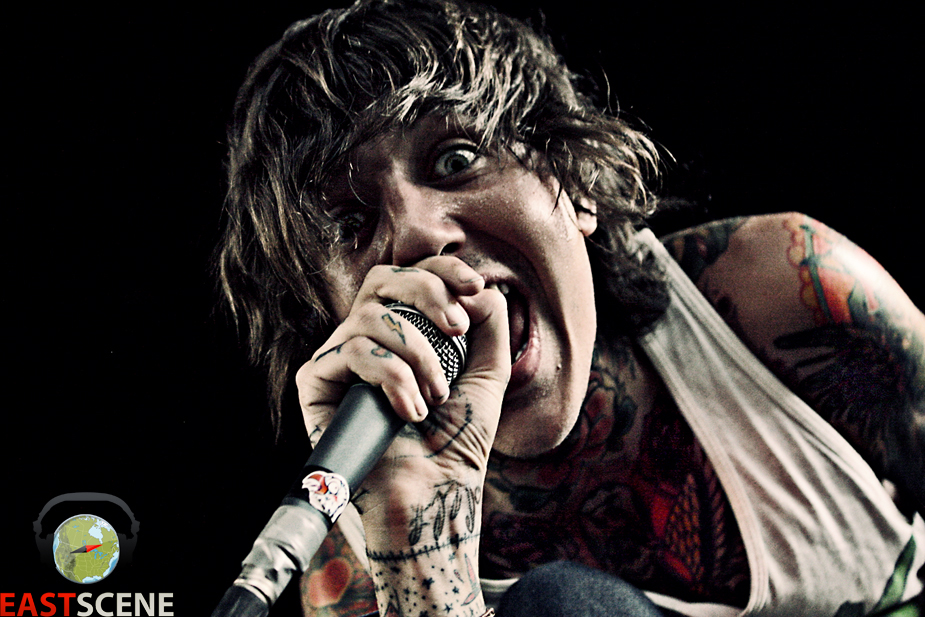
Fotografia de la gira de 2010

Bring Me the Horizon (o simplement BMTH) és un grup britànic de Metalcore, que van agafant influències de Chimaira, Deftones i entre altres grups del metal americà.
El nom de la banda prové de la línia de la pel·lícula Pirates del Carib La Maledicció de la Perla Negra, on el Capità Jack Sparrow diu "Ara, porta-me'n aquest horitzó" (en anglès V.O : "Now, bring me that horizon.").
El 2014 van guanyar el premi a millor àlbum de metal segons Alternative Press, una revista britànica relacionada directament amb la música metal.
Els membres fundadors de Bring Me the Horizon provenien de diversos orígens musicals dins el metal i el rock. Matt Nicholls i Oliver Sykes tenien un interès comú en el metalcore nord-americà com a Norma Jean i Skycamefalling, i solien assistir a espectacles locals de punk hardcore. Més tard es va unir Malia que havia format part d'una banda tribut a Metallica abans de conèixer al dúo.
Bring Me the Horizon es va formar oficialment al març de 2004, quan els membres tenien entre 15 i 17 anys. Curtis Ward, que també vivia a l'àrea de Rotherham, es va unir com a guitarrista, Sykes com a vocalista, Malia a la guitarra principal i Nicholls en la bateria. El baixista Matt Kean, que estava en altres bandes locals, va completar la formació.

## Membres
- Oliver Sykes - veu
- Jordan Fish - piano
- Lee Malia - guitarra
- Matt Kean - baix
- Matt Nicholls - bateria

## Discografia
This Is What The Edge Of Your Seat Was Made For (EP) (2 d'octubre del 2004)
1. RE: They Have No Reflections
2. Who Wants Flowers When You're Dead
3. Rawwwrr!
4. Traitors Never Play Hangman

Count Your Blessings (30 d'octubre del 2006)
1. Pray for Plagues
2. Tell Slater Not To Wash His Dick
3. Braile (For Stevie Wonder's Eyes Only)
4. A Lot Like Vegas
5. Black And Blue
6. Slow Dance
7. Liquor And Love Lost
8. (I Used to Make out with) Medusa
9. 15 Fathoms And Counting
10. Off The Heezay

Suicide Season (18 de novembre del 2008)
1. The Comedown
2. Chelsea Smile
3. It Was Written In Blood
4. Death Breath
5. Football Season Is Over (apareix JJ Peters, component de Deez Nuts)
6. Sleep with One Eye Open
7. Diamonds Aren't Forever
8. The Sadness Will Never End (apareix Sam Carter, component de Architects)
9. No Need for Introductions, I've Read About Girls Like You On the Backs of Toilet Doors
10. Suicide Season

Suicide Season: Cut Up (EP) (2 de novembre del 2009)
There Is a Hell, Believe Me I've Seen It. There Is a Heaven, Let's Keep It a Secret. (4 d'octubre del 2010)
1. Crucify Me (apareix Lights)
2. Anthem
3. It Never Ends
4. Fuck (apareix Josh Franceschi, component de You Me at Six)
5. Don't Go (apareix Lights)
6. Home Sweet Hole
7. Alligator Blood
8. Visions
9. Blacklist
10. Memorial (instrumental)
11. Blessed with a Curse
12. The Fox and the Wolf (apareix Josh Scogin, component de The Chariot)

The Chill Out Sessions (EP de recombinacions fetes pel productor de música electrònic britànic Draper) (22 de novembre del 2012)
Sempiternal (1 d'abril del 2013)
1. Can You Feel My Heart
2. The House of Wolves
3. Empire (Let Them Sing)
4. Sleepwalking
5. Go to Hell, for Heaven's Sake
6. Shadow Moses
7. And the Snakes Start to Sing
8. Seen It All Before (apareix un membre de Immanu El com vocalista de suport)
9. Antivist
10. Crooked Young
11. Hospital for Souls

That's the Spirit (11 de setembre del 2015)
1. Doomed
2. Happy Song
3. Throne
4. True Friends
5. Follow You
6. What You Need
7. Avalanche
8. Run
9. Drown
10. Blasphemy

Amo (11 de gener del 2019)
1. I Apologise If You Feel Something
2. Mantra
3. Nihilist Blues
4. In the Dark
5. Wonderful Life
6. Ouch
7. Medicine
8. Sugar Honey Ice & Tea
9. Why You Gotta Kick Me When I'm Down?
10. Fresh Bruises'
11. Mother Tongue
12. Heavy Metal
13. I Don't Know What to Say

Post human: Survival horror(22 de octubre del 2020)
1. Dear Diary,
2. Parasite Eve
3. Teardrops
4. Obey
5. Itch for the Cure (When Will We Be Free?)
6. Kingslayer
7. 1x1
8. Ludens
9. One Day the Only Butterflies Left Will Be in Your Chest as You March Towards Your Death

Post human: Nex Gen(24 de maig del 2024)
1. [ost] dreamseeker
2. YOUtopia
3. Kool-Aid
4. Top 10 Statues That Cried Blood
5. Limousine
6. Darkside
7. A Bullet w/ My Name On
8. (OST) (Spi)ritual
9. N/A
10. Lost
11. Strangers
12. R.I.P. (Duskcore Remix)
13. Amen!
14. (OST) P.U.S.S.-E
15. Die4u
16. Dig It